# العلاقات السودانية اليمنية
العلاقات السودانية اليمنية هي العلاقات الثنائية التي تجمع بين السودان واليمن.

## مقارنة بين البلدين
هذه مقارنة عامة ومرجعية للدولتين:
| وجه المقارنة                                              | السودان                     | اليمن         |
| --------------------------------------------------------- | --------------------------- | ------------- |
| المساحة (كم2)                                             | 1.89 مليون                  | 555.00 ألف    |
| عدد السكان (نسمة)                                         | 40.53 مليون                 | 28.25 مليون   |
| الكثافة السكانية (ن./كم²)                                 | 21.44                       | 50.9          |
| العاصمة                                                   | الخرطوم                     | صنعاء، عدن    |
| اللغة الرسمية                                             | اللغة العربية، لغة إنجليزية | اللغة العربية |
| العملة                                                    | جنيه سوداني                 | ريال يمني     |
| الناتج المحلي الإجمالي (بليون دولار)                      | 117.49 مليار                | 18.21 مليار   |
| الناتج المحلي الإجمالي (تعادل القوة الشرائية) بليون دولار | 176.55 مليار                | 75.69 مليار   |
| الناتج المحلي الإجمالي الاسمي للفرد دولار أمريكي          | 2.41 ألف                    | 1.41 ألف      |
| الناتج المحلي الإجمالي للفرد دولار أمريكي                 | 4.07 ألف                    |               |
| مؤشر التنمية البشرية                                      | 0.479                       | 0.498         |
| رمز المكالمات الدولي                                      | +249                        | +967          |
| رمز الإنترنت                                              | سودان                       | .ye           |
| المنطقة الزمنية                                           | ت ع م+03:00، ت ع م+02:00    | ت ع م+03:00   |

## منظمات دولية مشتركة
يشترك البلدان في عضوية مجموعة من المنظمات الدولية، منها:
| علم المنظمة | اسم المنظمة                                 | تاريخ انضمام السودان | تاريخ انضمام اليمن |
| ----------- | ------------------------------------------- | -------------------- | ------------------ |
|             | مؤسسة التنمية الدولية                       | 24 سبتمبر 1960       | 22 مايو 1970       |
|             | الأمم المتحدة                               | 12 نوفمبر 1956       | 30 سبتمبر 1947     |
|             | منظمة التعاون الإسلامي                      | ?                    | ?                  |
|             | منظمة الشرطة الجنائية الدولية               | ?                    | ?                  |
|             | المركز الدولي لتسوية المنازعات الاستشارية   | 9 مايو 1973          | 20 نوفمبر 2004     |
|             | الاتحاد الدولي للاتصالات                    | 23 أكتوبر 1957       | 1931               |
|             | البنك الدولي للإنشاء والتعمير               | 5 سبتمبر 1957        | 3 أكتوبر 1969      |
|             | الصندوق العربي للإنماء الاقتصادي والاجتماعي | ?                    | ?                  |
|             | الاتحاد البريدي العالمي                     | ?                    | ?                  |
|             | منظمة حظر الأسلحة الكيميائية                | ?                    | ?                  |
|             | مؤسسة التمويل الدولية                       | 21 أكتوبر 1960       | 22 مايو 1970       |
|             | وكالة ضمان الاستثمار متعدد الأطراف          | 7 نوفمبر 1991        | 12 مارس 1996       |
|             | صندوق النقد العربي                          | ?                    | ?                  |
|             | جامعة الدول العربية                         | 19 يناير 1956        | 5 مايو 1945        |
|             | يونسكو                                      | 26 نوفمبر 1956       | 2 أبريل 1962       |

## أعلام
هذه قائمة لبعض الشخصيات التي تربطها علاقات بالبلدين:
- عون الشريف قاسم (ناشط سوداني، 16 يونيو 1933 – 19 يناير 2006)

## وصلات خارجية
- موقع وزارة الخارجية السودانية